# François-Étienne Kellermann

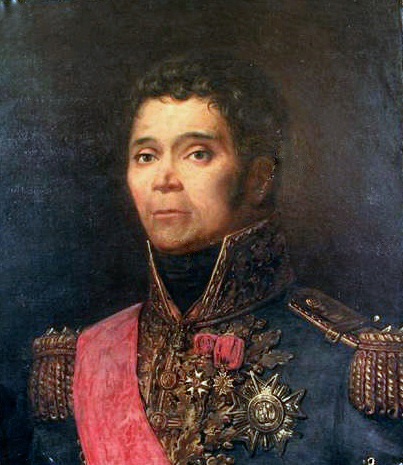
François-Etienne Kellermann

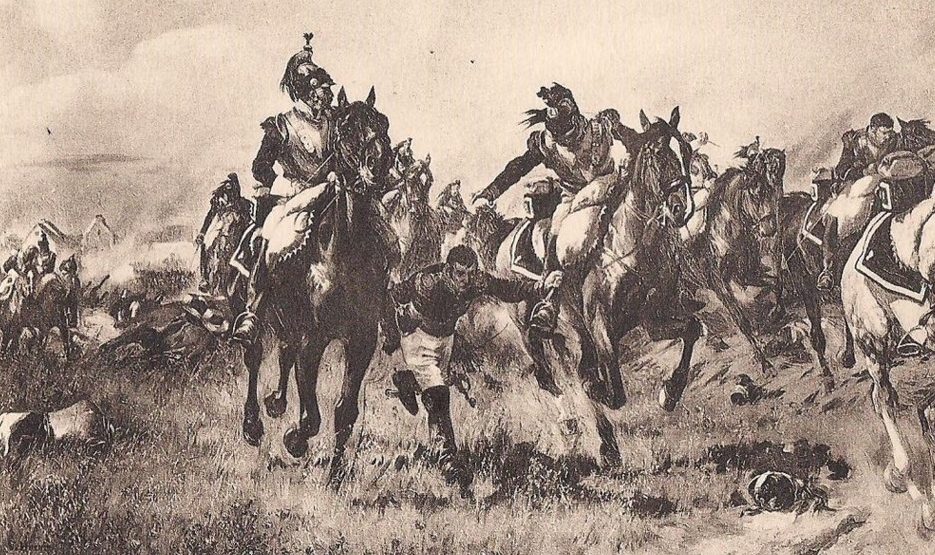
François-Etienne Kellermann wird in der Schlacht bei Quatre-Bras nach Verlust seines Pferdes von zwei Kürassieren in Sicherheit gebracht.

François-Étienne Kellermann (* 4. August 1770 in Metz; † 2. Juni 1835 in Paris), Pair von Frankreich, war ein französischer Kavalleriegeneral, der mit einer Kavallerieattacke entscheidenden Anteil an Napoleons Sieg bei Marengo hatte. Von seinem Vater erbte er 1820 den Titel „Herzog von Valmy“.

## Leben
François-Étienne Kellermann nahm unter seinem Vater François-Christophe Kellermann, dem späteren Marschall von Frankreich und Herzog von Valmy, an den ersten Feldzügen des Ersten Koalitionskrieges teil und war 1796 Generaladjutant in der Armee Napoleon Bonapartes, wo er sich beim Überschreiten des Tagliamento durch seinen entschlossenen Angriff auf die österreichische Kavallerie auszeichnete.
Als Général de brigade  entschied er 1800 die Schlacht bei Marengo, indem er mit seiner schweren Kavalleriebrigade der auf der Straße von Alessandria vorrückenden österreichischen Grenadierkolonne plötzlich in die Flanke fiel, so dass diese gesprengt wurde; Napoleon beförderte ihn hierfür zum Général de division.
Danach kämpfte er in der Schlacht bei Austerlitz und von 1807 bis 1811 in Portugal und Spanien. 1813 wurde er nach Sachsen beordert und nahm an der Schlacht bei Bautzen teil. In der Völkerschlacht bei Leipzig kommandierte er das IV. Kavalleriekorps.
Ludwig XVIII. ernannte ihn 1814 zum Generalinspekteur der in Lunéville und Nancy stationierten Kavallerie.
Bei Napoleons Rückkehr von Elba wurde Kellermann Pair von Frankreich, kämpfte in der Schlacht bei Ligny und der Schlacht bei Waterloo, verlor aber nach der zweiten Restauration die Pairswürde und wurde als Offizier zur Disposition gestellt.
Nach Karls X. Thronbesteigung als Pair rehabilitiert, stimmte er nach der Julirevolution, die er mit Enthusiasmus begrüßte, im Prozess der gestürzten Minister Jules de Polignac, Pierre-Denis de Peyronnet, Jean de Chantelauze und Martial de Guernon-Ranville für deren Tod. Kellermann starb am 2. Juni 1835. Sein Sohn war der Diplomat François Christophe Edmond Kellermann.

## Ehrungen
Sein Name ist am Triumphbogen in Paris in der 21. Spalte (KELLERMANN, F) eingetragen.